# Mihai I al României
Mihai I (n. 25 octombrie 1921, Sinaia, Prahova, România – d. 5 decembrie 2017, Aubonne, cantonul Vaud, Elveția) a fost rege al României între 20 iulie 1927 și 8 iunie 1930 și, între 6 septembrie 1940 și 30 decembrie 1947. Fiu al principelui moștenitor Carol, Mihai a moștenit de la naștere titlurile de „Principe al României” și „Principe de Hohenzollern-Sigmaringen” (la care a renunțat mai târziu).

## Biografie

### Primii ani

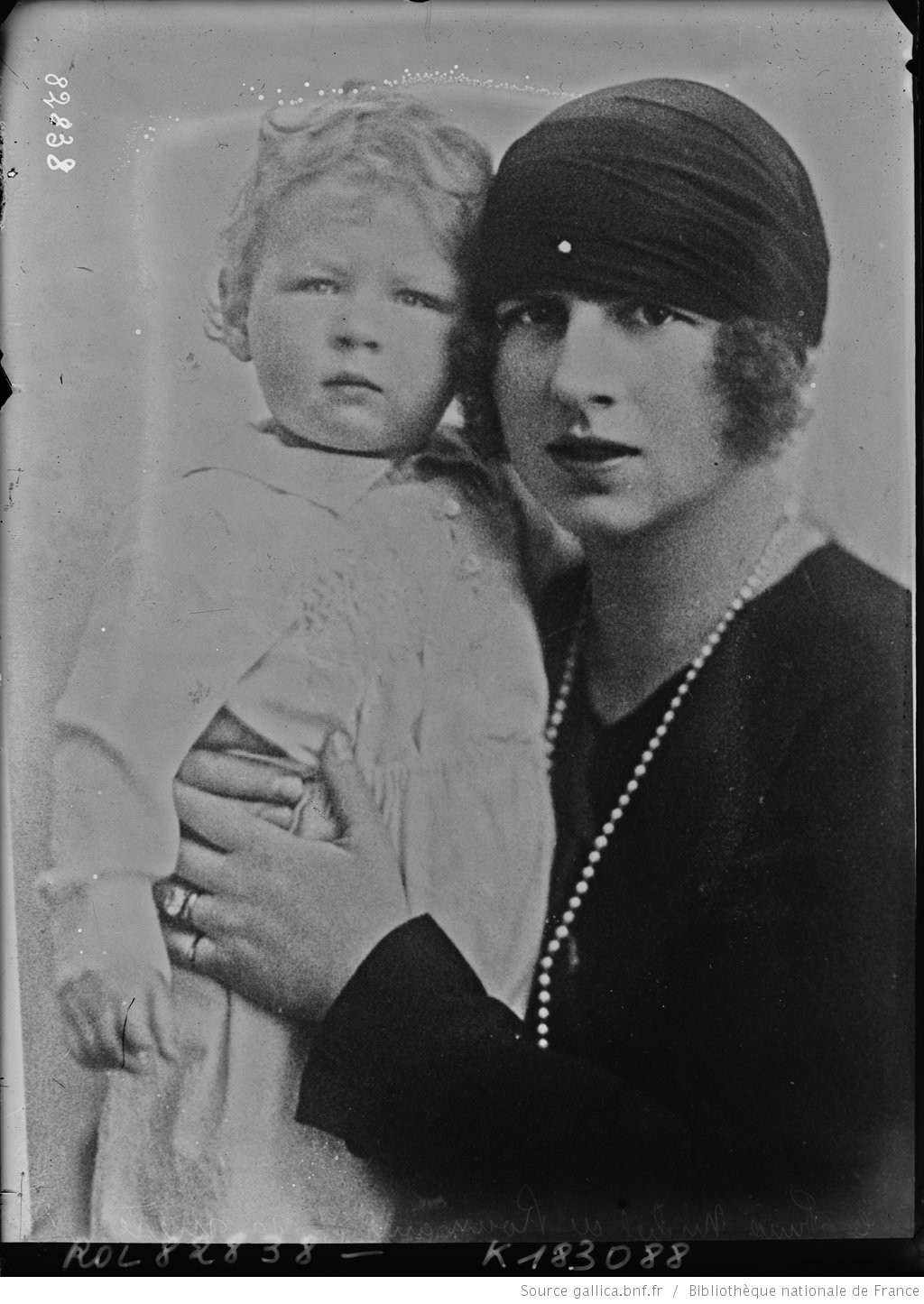
Principele Mihai și principesa Elena, 1922

Mihai s-a născut la Sinaia, ca fiu al principelui Carol al II-lea al României (viitorul rege Carol al II-lea) și al principesei Elena a Greciei. Din partea tatălui este nepot al regelui Ferdinand I al României și al Reginei Maria a României, iar din partea mamei, nepot al regelui Constantin I al Greciei. Astfel, Mihai al României este descendentul celor mai importante familii regale și imperiale ale Europei, printre ele numărându-se familiile regale britanică, rusă și habsburgică, strămoși direcți ai săi fiind țarii Nicolae I al Rusiei și Alexandru al II-lea al Rusiei, regina Victoria a Marii Britanii, împărați habsburgi, regi ai Prusiei, Portugaliei etc.
Este stră-strănepotul reginei Victoria a Marii Britanii pe filieră maternă și paternă și, văr de gradul trei al reginei Elisabeta a II-a.
Căsătoria părinților săi a fost scurtă și nefericită, din cauza nepotrivirii celor două personalități. În 1925, principele Carol a profitat de o îndatorire protocolară, reprezentarea dinastiei la înmormântarea reginei consoarte Alexandra a Danemarcei, pentru a nu se mai întoarce în România. S-a întâlnit cu amanta sa Elena „Magda” Lupescu în străinătate și a renunțat la tron, cei doi stabilindu-se în cele din urmă în Franța. Regele Ferdinand era decis să nu tolereze această nouă dovadă de nesupunere a fiului său, care dezertase și în timpul Primului Război Mondial. Deși unii politicieni, precum Constantin Argetoianu, au pledat pe lângă rege să se răzgândească, acesta a convocat un Consiliu de Coroană în cadrul căruia Carol a fost exclus de la succesiunea tronului și din familia regală, primind numele de Carol Caraiman. Moștenitor tronului a devenit fiul lui Carol, Principele Mihai.
Regele Ferdinand a murit în iulie 1927 de cancer intestinal, după doi ani de suferință și Mihai i-a succedat la tron bunicului său.

### Prima domnie (1927-1930)

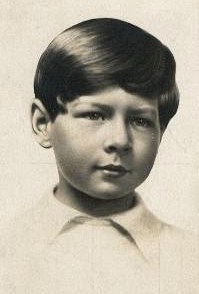
Mihai pentru prima dată rege, în 1927

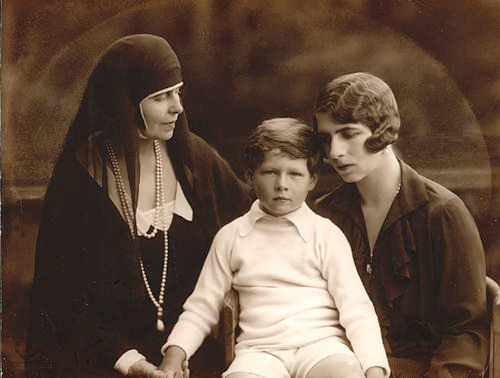
Regele Mihai, regina-mamă Elena și regina Maria

Mihai a devenit pentru prima dată rege al României în 1927, după moartea bunicului său Ferdinand I, întrucât tatăl său renunțase în decembrie 1925 la tron și rămăsese în străinătate. Deoarece Mihai avea doar 6 ani și nu putea guverna, o regență a fost formată din principele Nicolae (al doilea fiu al regelui Ferdinand I și unchiul lui Mihai), patriarhul Miron Cristea și Gheorghe Buzdugan, președintele Înaltei Curți de Casație (până la 7 octombrie 1929 când a murit, fiind înlocuit cu Constantin Sărățeanu, consilier la Curtea de Casație). Este notabilă absența reginei Maria din regență, una din figurile de autoritate de până atunci. Jurământul a fost depus în fața parlamentului de noul rege și de regență pe data de 20 iulie 1927.
Față de regență, principalele partide politice s-au poziționat diferit. În timp ce Partidul Național Liberal a susținut-o, grăbind depunerea jurământului militar către noul rege pentru a evita formarea unui curent carlist în armată, în Partidul Național Țărănesc s-a discutat chiar aducerea în țară a lui Carol. Regența nu a avut autoritatea de a arbitra viața politică. Mihai fiind minor, atribuțiile regale erau îndeplinite de regență, care nu s-a ridicat la nivelul problemelor vieții politice, întoarcerea inopinată și ilegală din iunie 1930 a lui Carol neîntâmpinând rezistență. Detronat de tatăl său, Mihai a primit titlul creat ad-hoc de Mare Voievod de Alba-Iulia. Următorul deceniu a fost marcat de exilul mamei sale, pe care putea să o vadă doar câteva săptămâni pe an, când o vizita la Florența. Privat de o veritabilă afecțiune familială, principele Mihai a beneficiat în schimb de o educație aleasă, dar nu a fost pregătit pentru domnie.

### Perioada interbelică

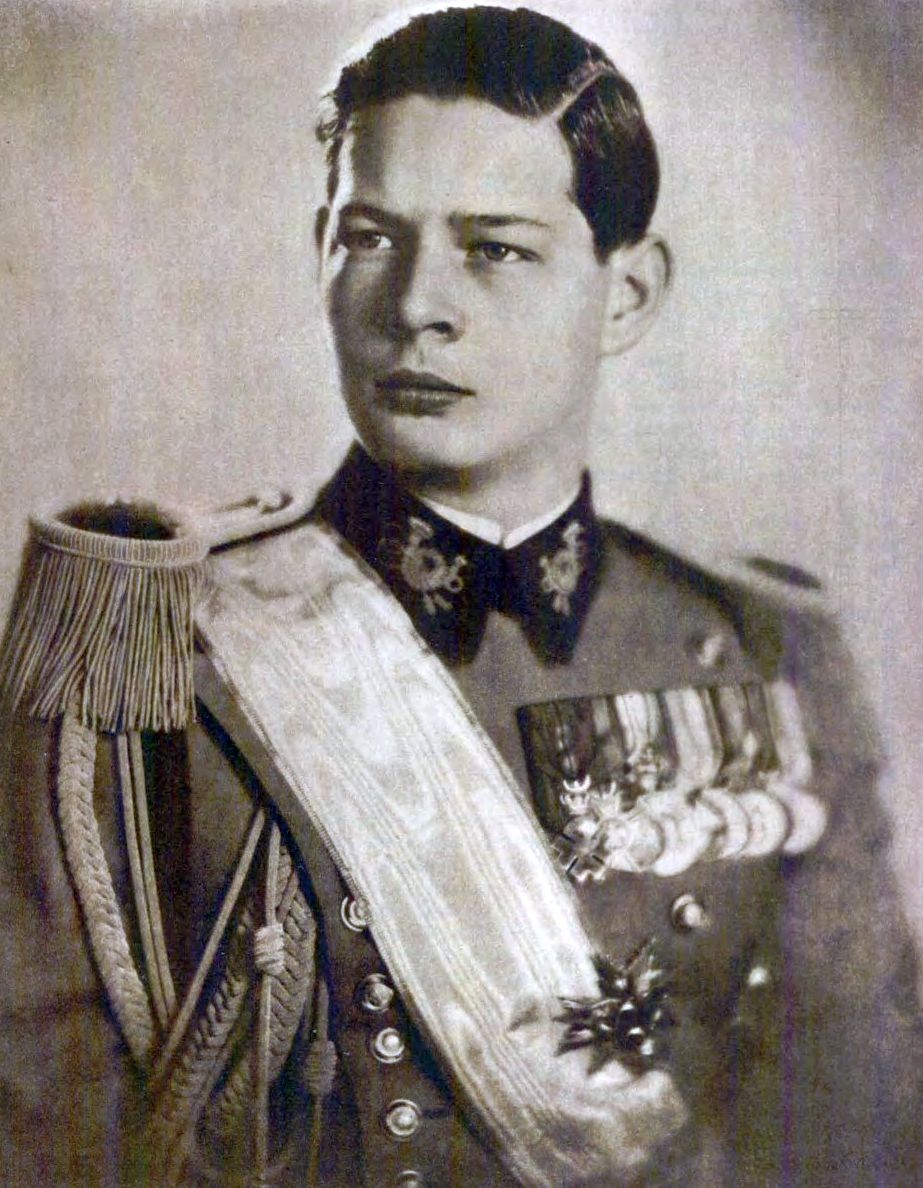
Marele Voievod de Alba Iulia Mihai în 1938

În 1930, în contextul crizei economice, Carol al II-lea s-a întors în țară. Guvernul lui Iuliu Maniu i-a cerut garanția că va întrerupe relația cu Elena Lupescu și va relua căsătoria cu Elena de Grecia. Parlamentul l-a desemnat pe Carol rege, iar pe Mihai drept urmaș la tron, cu titlul inventat ad-hoc de „Mare Voievod de Alba-Iulia”. După scurtă vreme a sosit în țară Elena Lupescu.
Mama lui Mihai a fost exilată la Florența, impunându-se de către Carol al II-lea un regim draconic de vizitare, care permitea întâlnirea mamei cu fiul doar pentru o vacanță de câteva săptămâni, o dată pe an.
De la urcarea pe tron a lui Carol al II-lea și până la sfârșitul anului 1937 s-au succedat 14 guverne. Liderul țărănist Iuliu Maniu a demisionat în octombrie 1930, nemulțumit de revenirea Elenei Lupescu în România. Carol i-a încredințat guvernul lui Gheorghe G. Mironescu, care a fost prim-ministru șase luni apoi, Carol a numit un guvern de tehnocrați condus de profesorul Nicolae Iorga, care rămâne la putere între aprilie 1931 și iunie 1932. Au urmat două guverne conduse de Alexandru Vaida-Voevod care a demisionat la 14 octombrie 1932 în urma conflictului cu Nicolae Titulescu pe marginea „Pactului de neagresiune” cu URSS. A urmat apoi guvernul Maniu din 20 octombrie 1932, care însă a demisionat după trei luni, în ianuarie 1933, când Mihalache a fost silit să părăsească executivul din cauza unui conflict cu regele. Vaida-Voevod a preluat din nou guvernul în ianuarie 1933, rămânând la putere zece luni. Apoi a urmat guvernul I. G. Duca, asasinat de membri ai Gărzii de Fier la câteva zile după ce câștigase alegerile din decembrie 1933. Au urmat apoi patru guverne conduse de Gheorghe Tătărescu, din 5 ianuarie 1934 până în 28 decembrie 1937. După alegerile din decembrie 1937, pe 28 decembrie Carol al II-lea l-a desemnat premier pe Octavian Goga, însă și acesta, la rândul lui a fost demis pe 10 februarie 1938. La 10 februarie Carol a hotărât să numească un guvern de tehnocrați, așa-numit „guvern consultativ”, condus de patriarhul Miron Cristea. Pe 31 martie 1938 regele a semnat un decret care desființa „toate asociațiunile, grupările sau partidele actualmente în ființă”. După desființarea partidelor politice regele a promulgat o lege, în 16 decembrie 1938, pentru crearea organizației politice a Frontului Renașterii Naționale, definit ca „unică organizație în stat”.(Cristian Preda, op. cit, p. 177).
În septembrie 1939 a început Al Doilea Război Mondial, iar anul 1940 a marcat sfârșitul României Mari, care a pierdut în decurs de câteva luni, fără luptă, la cererea lui Adolf Hitler, Basarabia, Bucovina de nord, Herța, Transilvania de nord-est și Cadrilaterul. La puciul de pe 6 septembrie 1940, Carol al II-lea a fost obligat de noul prim-ministru, generalul Ion Antonescu, să abdice și să părăsească țara, tronul revenindu-i a doua oară lui Mihai. Sub Statul național-legionar, apoi sub regimul de dictatură al lui Antonescu, regele nu avea nici o putere reală de decizie, fiind în permanență sub supravegherea serviciilor de informații. Nu a fost informat în prealabil asupra intrării României în război alături de Germania nazistă.

### A doua domnie (1940-1947)

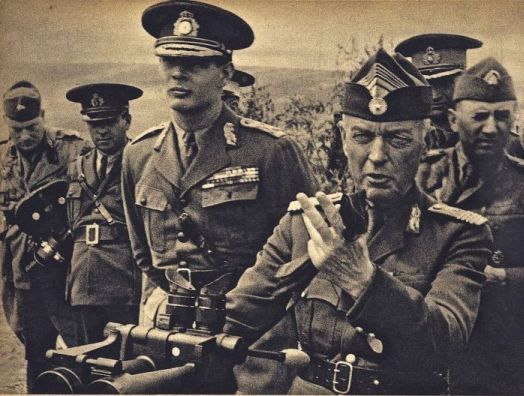
Regele Mihai I și Mareșalul Ion Antonescu în 1941

În septembrie 1940, Carol al II-lea i-a acordat puteri discreționare generalului Ion Antonescu, care i-a impus să abdice în favoarea fiului său. Mihai, în vârstă de 18 ani, a fost proclamat rege fără depunerea vreunui jurământ pe constituție (suspendată printr-un decret din 5 septembrie 1940 al regelui Carol al II-lea) și fără votul de aprobare al parlamentului (dizolvat tot prin acel decret și redeschis abia în 1946). Decretul-lege din 6 septembrie 1940, privitor la depunerea jurământului de către regele Mihai, prevede la articolul II: „Jurământul de credință se va depune în prezența Șefului de Stat Român, președinte al Consiliului de Miniștri, Înalt Prea Sfinției Sale Patriarhul României și primului președinte al Înaltei Curți de Casație și Justiție”. Regele Mihai a depus la 6 septembrie 1940 un jurământ de credință cu următorul cuprins: „Jur credință Națiunii Române. Jur să păzesc cu sfințenie legile Statului. Jur să păzesc și să apăr ființa Statului și integritatea teritoriului României. Așa să-Mi ajute Dumnezeu.” în fața generalului Antonescu (Șeful Statului Român și președintele Consiliului de Miniștri), a patriarhului Nicodim Munteanu și a lui Dimitrie G. Lupu (numit anterior, în aceeași zi, prim-președinte al Înaltei Curți de Casație și Justiție și care depusese anterior un jurământ de credință către Șeful Statului Român). Ulterior, în aceeași zi, Mihai a fost încoronat cu Coroana de Oțel și uns rege de patriarhul României, Nicodim Munteanu, în Catedrala Patriarhală din București.
Legal, însă, Mihai nu putea exercita prea multă autoritate, în afara prerogativelor de a fi comandantul suprem al armatei și de a desemna un prim-ministru cu puteri depline, numit „Conducător”. Decretul regal nr. 3067 din 6 septembrie 1940 prin care Antonescu căpăta puteri depline „pentru conducerea Statului Român” (care a preluat în mare parte prevederile unui decret similar semnat în 5 septembrie 1940 de regele Carol al II-lea) și decretul nr. 3072 din 6 septembrie 1940 privind prerogativele regale conțineau o prevedere importantă: regele numea pe primul ministru. Această prevedere a trecut neobservată la vremea respectivă, însă patru ani mai târziu, la 23 august 1944, această formulare din decret i-a oferit regelui Mihai justificarea legală pentru demiterea lui Antonescu și numirea unui nou prim-ministru. La 14 septembrie 1940, printr-un decret-lege semnat de generalul Antonescu, regele Mihai I a fost înălțat la gradul de general de divizie.
Regele Mihai I, în calitate de mareșal și comandant suprem al armatei române, a fost decorat prin jurnalul Consiliului de Miniștri din 8 noiembrie 1941 cu toate cele trei clase ale Ordinului „Mihai Viteazul”, fiind singurul deținător român în această situație, alături de mareșalul Ion Antonescu.

#### Întoarcerea armelor contra Germaniei Naziste

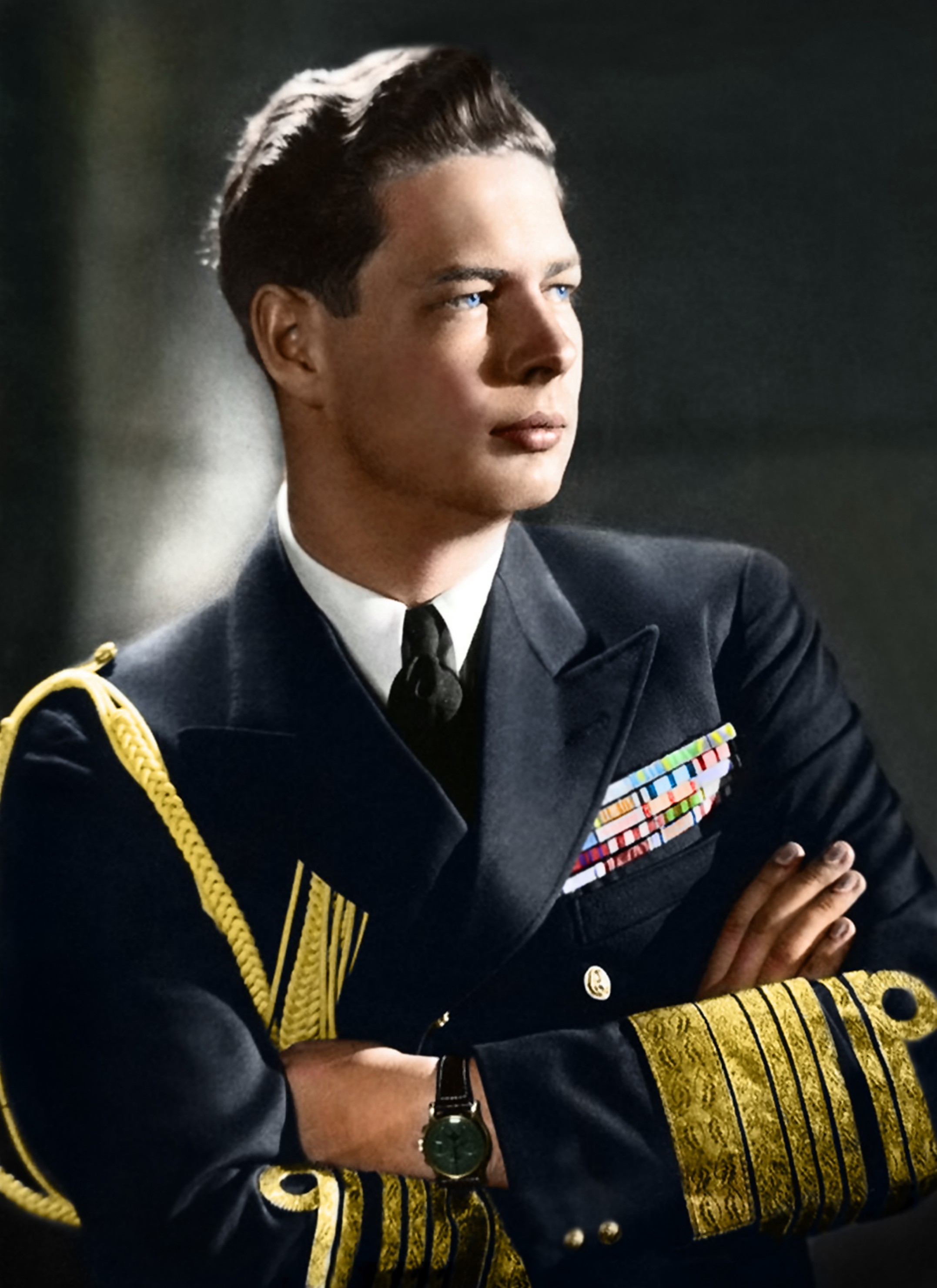
Regele Mihai I

În august 1944, pe măsură ce armatele Uniunii Sovietice se apropiau de frontiera estică a României, Mihai s-a alăturat politicienilor favorabili Aliaților, care îi includea pe comuniști. Când balanța războiului s-a întors și forțele sovietice au pătruns pe teritoriul României, regele Mihai a decis să salveze ce se mai putea salva și a înfăptuit lovitura de stat de la 23 august 1944: arestarea lui Antonescu și restaurarea Constituției din 1923. Uniunea Sovietică a tergiversat semnarea unui armistițiu în septembrie 1944 până a ocupat întreaga țară, începând procesul de impunere a sistemului său politic asupra noului satelit. Tânărul rege a fost cel care a luat inițiativa arestării lui Antonescu, în după-amiaza zilei de 23 august 1944, scoțând astfel România din Axă. Politicienii Maniu și Brătianu, în cooperare strânsă cu Regele Mihai, ca principali organizatori ai loviturii de stat, au stabilit ca ziua de 26 august să fie data acesteia, însă atunci când au aflat că Antonescu va pleca pe front în ziua de 24 august, au devansat această dată pentru 23 august. În după-amiaza zilei respective Regele l-a invitat pe Antonescu la Palatul Regal; între Rege și Ion Antonescu are loc un dialog, în salonul galben, între orele 16 și 16.58. Mareșalul Antonescu i-a prezentat detaliat Regelui situația de pe front și a spus că va încheia un  armistițiu doar după ce îl va avertiza pe Hitler. Când Antonescu a refuzat să accepte un armistițiu imediat, Regele Mihai l-a destituit și l-a arestat atât pe Ion Antonescu, cât și pe Mihai Antonescu, care îl însoțea ; arestarea efectivă a fost efectuată, la ordinul regelui, de aghiotantul său, colonelul Emilian Ionescu cu o gardă de patru persoane. Ceilalți membri ai guvernului, convocați și ei la Palat, sunt arestați, unul după altul. În aceeași noapte, noul prim-ministru, generalul locotenent Constantin Sănătescu, care sprijinise planul Blocului Național Democrat de răsturnare a regimului Antonescu, l-a încredințat pe Antonescu lui Emil Bodnăraș, prezentat Regelui ca "inginerul Ceaușu",  șef al unui grup de muncitori înarmați („Gărzile patriotice”), care l-au transferat într-o casă conspirativă , în cartierul Vatra Luminoasă, strada Sighișoara, în București. Comuniștii i-au predat sovieticilor pe Ion Antonescu și ministrul său Mihai Antonescu  la 1 septembrie 1944. Antonescu și ceilalți miniștri au fost preluați de general-locotenent Tevcenkov, comandantul politic al Frontului 2 Ucrainean și generalul Nikolai Burenin, comandant al forțelor sovietice din București (Dennis Deletant, 2008, op.cit. p. 260).
Noul guvern al generalului Sănătescu era dominat de Partidul Național Țărănesc și Partidul Național Liberal. Din noul guvern au făcut parte Iuliu Maniu, liderul Partidului Național Țărănesc, ministru fără portofoliu, liderul Partidului Național Liberal Dinu Brătianu, ministru fără portofoliu, Lucrețiu Pătrășcanu, lider al P.C.R., ministru ad interim al Justiției și Titel Petrescu, liderul Partidului Social Democrat Român, ministru fără portofoliu, precum și Niculescu-Buzești ministru de Externe și generalul Aldea ministru de Interne.  Apoi ministrul plenipotențiar german la București Manfred von Killinger a obținut audiență la rege și în convorbirea avută, regele a declarat că mareșalul și-a prezentat demisia și că dacă armata germană se va retrage în ordine, fără acte de ostilitate, împotriva ei nu se va întreprinde nimic.
Relatarea din cartea acad. Florin Constantiniu, O istorie sinceră...(op. cit., ref. 18) este confirmată de un fragment din telegrama redactată de Klugkist, membru al Legației germane din București, transmisă Ministerului de Externe al Reichului de plenipotențiarul german la Budapesta, Weesenmayer, în 30 august 1944: „Plenipotențiarul Killinger, la <aflarea> știrii că Sănătescu a fost numit președinte al Consiliului de Miniștri, s-a anunțat imediat la rege, care l-a primit  în prezența acestuia din urmă, precum și a noului ministru de externe Niculescu-Buzești (până acum consilier de legație în Ministerul de Externe român). Plenipotențiarul a făcut regelui violente reproșuri și a declarat că Germania nu poate accepta o schimbare a politicii externe românești. Regele a replicat că trupele germane nu mai apără țara și de acum el trebuie să încerce să atenueze dezastrul inevitabil prin intrarea în contact cu inamicii. Împotriva trupelor germane din România și împotriva cetățenilor Reichului din România, guvernul român nu va întreprinde, desigur, nimic.”
Partidul Comunist Român a exagerat intenționat rolul comuniștilor români în lovitura de stat. Propaganda comunistă „i-a atribuit Regelui Mihai postura de simplu spectator” (Deletant, op. cit.). În studiul: Romania: a country study se precizează că „Istoricii occidentali în mod constant arată că comuniștii au jucat numai un rol de suport în lovitura de stat; istoricii români postbelici atribuie totuși comuniștilor rolul decisiv în răsturnarea lui Antonescu.”
Într-un apel radiodifuzat către națiune și armată, transmis pe data de 23 august la orele 22, Mihai a proclamat loialitatea României față de Aliați, a acceptat armistițiul oferit de aceștia, a ordonat încetarea focului împotriva Aliaților, a ordonat trupelor române să se retragă cât mai repede la sud de aliniamentul Focșani-Galați și a declarat război Germaniei. În proclamația regală din seara zilei de 23 august se afirma: „România a acceptat armistițiul oferit de Uniunea Sovietică, Marea Britanie și Statele Unite ale Americii. Din acest moment încetează lupta și orice act de ostilitate împotriva armatei sovietice, precum și starea de război cu Marea Britanie și Statele Unite.” Acestea, însă, nu au împiedicat o ocupație sovietică, rapidă, nici capturarea de către URSS a circa 130.000 de militari români, duși ulterior în prizonierat în Uniunea Sovietică, unde mulți au pierit în lagăre de muncă forțată. Trupele rusești au dezarmat marile unități române dintre Trotuș și Siret, Corpurile de Armată 5, 6 și 7, la 24 și 25 august 1944. Armistițiul cu Aliații a fost semnat trei săptămâni mai târziu, la 12 septembrie 1944, la Moscova, „în termeni impuși aproape în întregime de Uniunea Sovietică”, ca o consecință, între altele, și a faptului că aceasta își desfășurase forțele armate pe tot teritoriul României. Mai exact, în momentul în care au început discuțiile la Moscova între delegația română și reprezentanții Uniunii Sovietice, Angliei și SUA, teritoriul României, cu excepția Transilvaniei era, din punct de vedere militar, sub controlul complet al Armatei Roșii.  Delegația română pentru negocierea condițiilor de armistițiu a fost condusă de Lucrețiu Pătrășcanu, iar din delegație au făcut parte  Gheorghe Pop, secretarul general al Partidului Național-Țărănesc, principele Barbu Știrbey, Constantin Vișoianu, generalul adjunct Dumitru Dămăceanu, ministrul Ion Șerban Christu, Gheorghe Gussi, consilier de Legație, secretar general al delegației. Prin armistițiu, România și-a asumat povara unor reparații de 300 milioane de dolari, plătibili Uniunii Sovietice, pentru pierderile înregistrate în timpul operațiilor militare desfășurate pe teritoriul acesteia. În această situație, unii au considerat lovitura de stat drept „capitulare”, o „predare” „necondiționată” în fața sovieticilor și a aliaților lor. Regele Mihai a evitat soarta unui alt fost aliat german, prințul Kiril, regentul Bulgariei, executat de sovietici în 1945, și a fost ultimul monarh din spatele Cortinei de fier care să-și piardă tronul. 
Actul de la 23 august 1944 se estimează a fi scurtat Al Doilea Război Mondial cu șase luni, salvând sute de mii de vieți omenești. Totodată, aceasta a oferit armatei române posibilitatea de a elibera nordul Transilvaniei de sub ocupația ungară. La sfârșitul războiului, regele Mihai a fost decorat de președintele SUA Harry S. Truman cu Legiunea de Merit în cel mai înalt grad (Comandant Șef). Mihai a mai fost decorat și de Iosif V. Stalin cu Ordinul Victoria cu diamante, „pentru actul curajos al cotiturii hotărâte a politicii României spre ruptura cu Germania hitleristă și alierea cu Națiunile Unite, în clipa când încă nu se precizase clar înfrângerea Germaniei”, potrivit descrierii oficiale a decorației. Liderul comunist albanez Enver Hodja considera că Mihai ar fi fost decorat cu Ordinul Victoria datorită capitulării sale în fața sovieticilor, într-o situație în care nu putea face altceva.
Unii susțin că lovitura de stat a făcut posibil avansul mai rapid al trupelor lui Stalin în România și în Europa, în detrimentul trupelor Aliaților occidentali. Alții văd în absența de-a lungul anilor a unor invitații pentru Mihai la majoritatea festivităților din Occident dedicate Zilei Victoriei în cel de-Al Doilea Război Mondial, o condamnare tacită a loviturii sale de stat. Mihai nu a fost invitat la cea de-a 60-a aniversare a Zilei Victoriei de vreun stat vestic; a fost invitat doar la serbările din Rusia și la anumite comemorări din Cehia și Slovacia.

#### Domnia sub regimul comunist
Lipsit de sprijinul Marii Britanii și Statelor Unite ale Americii, cu situația Transilvaniei ca mijloc de șantaj al rușilor, regele a fost obligat în februarie 1945 să îl demită pe prim-ministrul anticomunist Nicolae Rădescu și să-l numească pe Petru Groza la guvernare, care s-a dovedit un instrument docil în mâinile comuniștilor. În semn de protest față de abuzurile noului guvern, regele a intrat în așa-numita „grevă regală”, refuzând să semneze decretele guvernului, care și-a urmat însă nestingherit activitatea neconstituțională. Chestiunea va reprezenta un impas major în cadrul reconstrucției postbelice, aceasta ajungând unul dintre subiectele de discuție la conferința trilaterală dintre Marea Britanie, SUA și URSS, din decembrie al aceluiași an. Ca urmare a acestei discuții, se va conveni adăugarea unor reprezentanți ai partidelor tradiționale în guvern și promisiunea unor noi alegeri viitorare.
În acești ani, suveranul s-a profilat într-un simbol național al rezistenței. Alegerile generale din noiembrie 1946 au fost fraudate de blocul comunist, care „le-a câștigat” detașat, iar 1947 a marcat interzicerea și decapitarea Partidului Național Țărănesc, prin „înscenarea de la Tămădău”. La sfârșitul anului a venit rândul instituției monarhice să fie înlăturată: pe 30 decembrie 1947 regele a fost constrâns să semneze decretul de abdicare, în aceeași zi fiind proclamată republica populară.

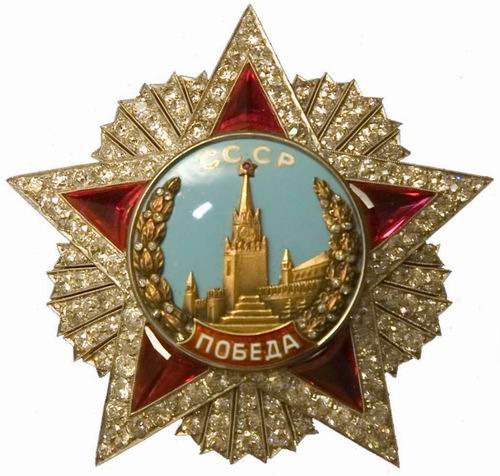
Ordinul Victoriei

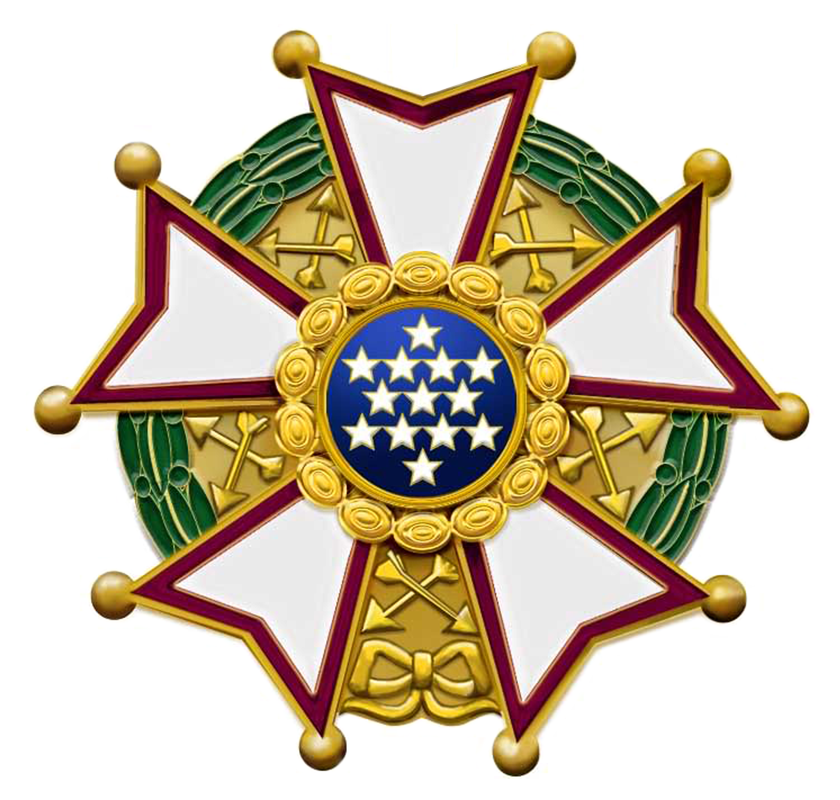
Legiunea de Merit în grad de Comandant Șef

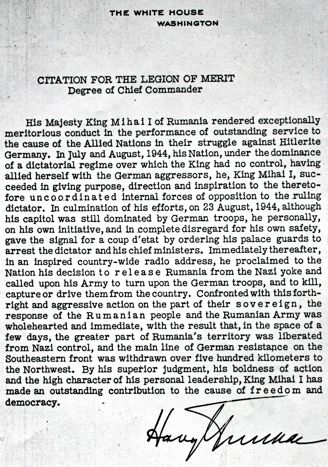
Brevetul de decorare pentru Ordinul Legiunea de Merit primit de regele Mihai

Imediat după evenimentele de la 23 August 1944, regele și guvernele succesive (conduse de generali, mai întâi Constantin Sănătescu, apoi Nicolae Rădescu) au făcut eforturi pentru restabilirea vieții democratice normale a românilor (care se degradase treptat începând cu anul 1938, în contextul înăspririi dictaturii hitleriste în Germania și a celei comuniste în Rusia). Cu unele limitări (impuse de situația externă a României după război), a fost repusă în vigoare Constituția din 29 martie 1923, actul fundamental menit să garanteze drepturile și libertățile națiunii, pe principiile tradiționale ale parlamentarismului și ale democrației liberale. Autoritatea generalului Rădescu, în calitate de președinte al Consiliului de Miniștri, a fost subminată de unele agitații de stradă : pe 24 februarie 1945 la o demonstrație ținută în Piața Palatului au fost împușcați mai mulți oameni. Comuniștii au cerut arestarea lui Rădescu, retorică agresivă apărută pe un fond de haos politic. (Cristian Preda, op. cit. p. 205).
Totuși, deși teritoriul României nu a fost transformat în teatru propriu-zis de război și multe pierderi au fost evitate (mulțumită actului de la 23 August), nu trebuie uitat că, începând cu acea dată, țara s-a găsit sub ocupație militară sovietică (ocupație care a fost retrasă abia în anul 1958 de pe majoritatea teritoriilor românești, dar care - așa cum subliniază explicit regele - se menține și azi în zona de est a Basarabiei). În ciuda declarației formale făcute de către Viaceslav Molotov la 2 aprilie 1944, după ocuparea militară, sovieticii nu au respectat niciodată dreptul României de a-și alege liber un regim politic democratic și de a-și menține forma de guvernământ monarhică tradițională, care limita abuzurile comuniste. De aceea, după 23 august 1944, în ciuda stăruinței regelui și a primelor trei guverne numite de el, democrația românească s-a erodat din nou, progresiv, culminând cu instalarea completă a dictaturii comuniste după lovitura de stat de la 30 decembrie 1947.
La 6 martie 1945, la presiunile ocupantului militar sovietic, regele Mihai a fost silit să accepte un guvern prosovietic dominat de Partidul Comunist Român, prim-ministru fiind numit Petru Groza. Guvernul Groza a fost un guvern minoritar, acceptat numai în urma promisiunilor britanice și americane de a menține un regim democratic în România chiar și în cazul în care sunt îndeplinite cererile politice ale Rusiei. Guvernul era controlat de Frontul Național Democrat, dominat de comuniști.
La 21 august 1945, fiind martor la abuzurile frecvente comise de guvernul comunist Groza (în fapt, un guvern-marionetă al ocupanților militari sovietici), regele i-a cerut demisia. Pentru prima dată în istoria constituțională modernă a României, un guvern a refuzat să dea curs cererii suveranului de a demisiona. Refuzul lui Groza de a demisiona la cererea Regelui a fost o încălcare flagrantă a Constituției din 1923, recunoscută drept lege fundamentală...pentru că aceasta îi dădea Regelui puterea de a numi și demite miniștri.
Ca urmare a acestei stări de fapt, între 20 august 1945 și ianuarie 1946, regele Mihai a încercat - prin ceea ce s-a numit mai târziu „greva regală” - să se opună guvernului nedemocratic. El a invalidat de jure decretele prezentate de miniștri, refuzând să le sancționeze și să le promulge prin semnătura sa. Conform Constituției din 1923, un act poate dobândi putere de lege numai prin acordul tuturor celor trei ramuri ale puterii legiuitoare: Senatul, Adunarea Deputaților și regele, iar acesta din urmă „poate refuza sancțiunea sa”. La presiuni sovietice, britanice și americane, regele Mihai a fost silit să renunțe, în cele din urmă, la opoziția directă față de guvernul comunist, încetând să-i mai ceară demisia (după ce guvernul se angajase în mod formal  că va organiza alegeri generale libere).
Pentru recunoașterea meritelor sale în victoria Aliaților și în scurtarea războiului, regelui Mihai i-au fost conferite înalte decorații atât de către americani, cât și de către sovietici. La 19 iulie 1945, printr-o ceremonie desfășurată în Sala Tronului, regelui i-a fost decernat Ordinul Victoriei, cea mai înaltă decorație militară sovietică. Un an mai târziu, în 1946, regele Mihai a primit din partea Statelor Unite Legiunea de Merit în grad de Comandant Șef. În brevetul de decorare, semnat de, președintele american Harry S. Truman se arată că:
„Majestatea Sa Regele Mihai I al României a dat dovadă de un comportament excepțional de merituos în exercitarea unui serviciu remarcabil pentru cauza Națiunilor Aliate în lupta lor împotriva Germaniei hitleriste. În iulie și august 1944, Națiunea sa, sub dominația unui regim dictatorial peste care Regele nu avea control, aliindu-se cu agresorii germani, el, Regele Mihai I, a reușit să dea țel, direcție și inspirație forțelor interne, necoordonate până atunci, care se opuneau conducerii dictatorului. În culminarea eforturilor sale, pe 23 august 1944, deși capitala lui era încă dominată de trupele germane, el personal, din propria lui inițiativă, și în completă nepăsare pentru siguranța lui personală, a dat semnalul pentru o lovitură de stat ordonând gărzilor palatului său să aresteze pe dictator și principalii lui miniștri. Imediat apoi, într-o inspirată proclamație către țară adresată la radio, el a declarat țării decizia lui de a scoate România de sub jugul nazist și a chemat Armata să se întoarcă împotriva trupelor germane, și să ucidă, captureze prizonieri sau să-i alunge din țară. Puși în fața acestui frontal și puternic act din partea suveranului lor, răspunsul poporului român și al armatei române a fost imediat și din toată inima, cu rezultatul că, în doar câteva zile, cea mai mare parte a teritoriului României a fost eliberat de sub controlul nazist, și linia principală a rezistenței germane pe frontul de Sud-Est a fost alungat mai mult de cinci sute de kilometri spre Nord-Vest. Prin judecata lui superioară, prin ascuțimea acțiunii sale și prin înaltul caracter al cârmuirii sale personale, Regele Mihai I a adus o contribuție extraordinară la cauza libertății și democrației.”
La 8 noiembrie 1945, cu ocazia zilei onomastice a Regelui (Sf. Arhangheli Mihail și Gavriil), a avut loc în Piața Palatului din București o mare manifestație anti-comunistă și pro-monarhistă, menită să arate sprijinul națiunii pentru tânărul Suveran (privit ca ultima speranță împotriva instalării totale a dictaturii comuniste). După modelul mineriadelor de mai târziu, manifestația a fost întâmpinată cu violență de grupurile muncitorești radicalizate, asociate Partidului Comunist Român. Încăierările au oferit guvernului Groza pretextul de a opera arestări masive printre manifestanții anticomuniști (mulți dintre ei studenți, elevi sau simpatizanți ai PNȚ și PNL); unii dintre aceștia au rămas închiși până în 1947, când au fost folosiți ca obiect de șantaj în lovitura de stat comunistă de la 30 decembrie, prin care Regele a fost silit să semneze actul neconstituțional de abdicare.
Nu i-a amnistiat pe Ion Antonescu sau pe liderii opoziției, victime ale proceselor politice comuniste, deoarece, potrivit unei interpretări, constituția îl împiedica să facă aceasta fără contrasemnătura ministrului comunist de justiție. Alte surse, precum memoriile mătușii regelui, principesa Ileana de Habsburg, citându-l pe fostul membru în biroul politic executiv al PCR, spion sovietic, ministru al apărării naționale și presupus amant al Ilenei, Emil Bodnăraș afirmă că dacă regele ar fi refuzat să semneze sentințele de condamnare la moarte a deținuților politici condamnați pentru „crime de război”, guvernul comunist i-ar fi susținut decizia: „Păi, dacă Regele decide să nu semneze sentința la moarte, vă promit că îi vom sprijini punctul de vedere.” Principesa Ileana se îndoia că Regele ar fi fost de acord să semneze un document neconstituțional, precum o sentință la moarte, emisă de tribunale politice neconstituționale: „Știți prea bine (...) că Regele nu va semna niciodată de bună voie un astfel de document neconstituțional. Dacă o va face, vi-l va pune în brațe și guvernul dumneavoastră va purta vina în fața întregii națiuni. Cu siguranță că nu vă doriți acest handicap adițional în acest moment!”  Ultimul coleg de celulă al celei mai importante victime comuniste, Iuliu Maniu, liderul opoziției anticomuniste și președinte al PNȚ, partidul câștigător în alegerile generale din 1946, fraudate de comuniști, a mărturisit procurorilor comuniști că Maniu l-ar fi înjurat pe Mihai din spatele gratiilor închisorii politice în care a decedat, pentru că nu făcuse nimic în apărarea țărăniștilor, în ciuda multor servicii aduse de aceștia monarhiei.

#### Abdicarea

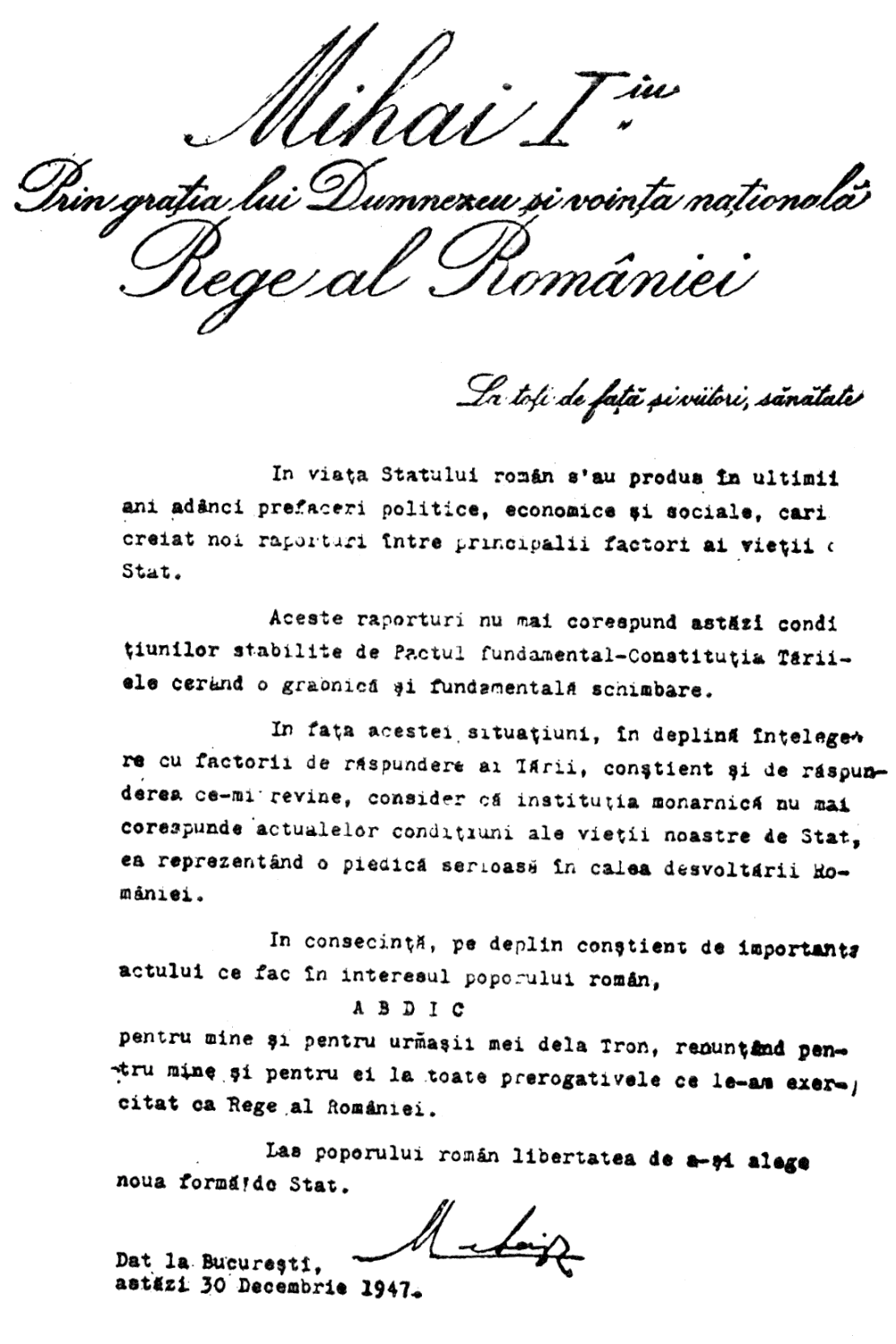
Actul de abdicare al regelui Mihai I

În noiembrie 1947, Mihai a călătorit la Londra la nunta viitoarei regine Elisabeta a II-a, ocazie cu care a cunoscut-o pe principesa Ana de Bourbon-Parma, care urma să-i devină soție. Regele Mihai „nu a vrut să se întoarcă, dar personalități americane și britanice [prezente la nunta regală] l-au încurajat să o facă”, conform unor „cercuri regaliste românești” citate de Washington Post. Mihai a revenit acasă „la sfatul expres al lui Winston Churchill”, care „se spune că l-ar fi sfătuit pe Mihai că «mai presus de orice, un rege trebuie să fie curajos»”. Potrivit propriei sale relatări, regele Mihai nu a avut astfel de intenții de a nu reveni acasă.
După întoarcerea sa în România, Mihai a fost silit să abdice la 30 decembrie 1947. Petru Groza și Gheorghiu-Dej i-au cerut regelui, în seara zilei de 29 decembrie, să vină la București de la reședința sa din Sinaia sub pretextul discutării unei probleme „familiale” importante și urgente  și i-au prezentat o declarație de abdicare. Când Mihai a refuzat, cei doi i-au acordat o jumătate de oră de gândire. Între timp, au fost aduse trupele diviziei „Tudor Vladimirescu” care au înconjurat palatul regal. Regele a refuzat totuși să semneze, dar Groza l-a amenințat cu declanșarea unui război civil și că vor fi executați cei aproximativ o mie de studenți care se aflau în acel moment închiși în diferitele închisori din capitală, dacă Regele refuză să semneze imediat și necondiționat actul de abdicare.  Confruntat cu riscul vărsării de sânge, regele Mihai a cedat și a semnat, la 30 decembrie, ora 14. Comuniștii au anunțat abolirea monarhiei și instaurarea unei republici populare, printr-o lege adoptată de Camera Deputaților, și au transmis la radio înregistrarea proclamației regelui despre propria sa abdicare. În ședința extraordinară din 30 decembrie 1947 a cabinetului, Petru Groza a declarat următoarele: Doamnă și domnilor miniștri, vreau să vă comunic că actul acesta s-a făcut prin buna învoială. Regele a constatat – așa cum este scris aici – că instituția monarhiei era o piedică serioasă în calea dezvoltării poporului nostru. Istoria va înregistra o lichidare prietenească a monarhiei, fără zguduiri – cum poate inamicii noștri ar fi dorit. Ca să utilizez o expresie a reginei-mame, poporul a făcut azi un divorț și decent, și elegant de monarhie. Prin urmare, și actul acesta este la fel cu celelalte acte din istoria guvernării noastre. Vreau să se știe pretutindeni – și aceasta este foarte important – că lucrul acesta s-a făcut cu cumințenie, la timpul său. Noi mergem înainte pe drumul nostru, cu minimum de zguduiri la maximum de foloase. Vom îngriji ca fostul rege să plece liniștit, așa cum se cuvine, pentru ca nimeni să nu poată avea un cuvânt de reproș pentru acela care, înțelegând glasul vremurilor, s-a retras”.
La 3 ianuarie 1948, regele Mihai a fost silit să părăsească țara, urmat la peste o săptămână, de principesele Elisabeta de România și Ileana de Habsburg, care, potrivit ziarului The New York Times, au colaborat atât de strâns cu rușii, încât au devenit cunoscute drept «mătușile roșii» ale Regelui.
Există câteva relatări asupra motivelor abdicării lui Mihai. Potrivit acestuia, prim-ministrul comunist Petru Groza l-ar fi amenințat cu un pistol și cu șantajul că urma să execute 1.000 de deținuți studenți dacă nu abdică. Într-un interviu din 2007 pentru New York Times, regele Mihai rememorează evenimentele: „A fost șantaj. Mi-au spus «Dacă nu semnezi imediat, suntem obligați» - de ce obligați, nu știu - să ucidem peste 1.000 de studenți pe care-i aveau în pușcărie.” Potrivit revistei Time, guvernul comunist ar fi amenințat cu arestări ulterioare a mii de oameni, nu cu unele anterioare, și că apoi va scufunda țara în sânge, dacă Mihai nu abdică. Pe de altă parte, potrivit unor articole din Jurnalul Național, din care unul citează arhivele Securității române, abdicarea regelui Mihai ar fi fost rodul negocierilor sale cu guvernul comunist, nu al vreunui șantaj, negocieri în urma cărora i s-a permis să plece din țară însoțit de bunurile solicitate și de o parte din suita regală. Potrivit cărții Special Tasks: The Memoirs of an Unwanted Witness -- A Soviet Spymaster, autobiografice a fostului șef al serviciului de spionaj sovietic NKVD, generalul maior Pavel Sudoplatov, ministrul adjunct de externe sovietic Andrei Vâșinski ar fi purtat personal negocieri cu regele Mihai în vederea abdicării, garantându-i o parte dintr-o pensie ce urma să-i fie plătită lui Mihai în Mexic. Referitor la episodul controversat al amenințării cu pistolul de către prim-ministrul de atunci, Petru Groza, regina-mamă Elena ar fi declarat, conform arhivei fiicei lui Petru Groza, că acesta s-ar fi comportat cu familia regală „mai bine ca un părinte”, iar că la 30 decembrie 1947, ziua abdicării, „poporul a făcut un divorț - și decent și elegant - de monarhie”.
Nu a fost găsit nici un document care să susțină zvonurile despre înțelegerea dintre regele Mihai și puterea comunistă de la București în schimbul libertății sale de a părăsi România nevătămat, împreună cu familia și membrii curții sale.
Potrivit liderului comunist albanez Enver Hodja, care rememorează conversațiile avute cu liderii comuniști români privind abdicarea regelui, Mihai ar fi fost amenințat de către liderul PCR Gheorghe Gheorghiu-Dej cu un pistol și nu de Petru Groza, pentru a determina abdicarea. Regele ar fi fost apoi lăsat să plece din țară însoțit de câteva persoane din anturaj și, după cum confirmă liderul sovietic Nikita Hrușciov, rememorând confesiunile făcute de Dej, cu orice bunuri dorite, inclusiv cu rubine și aur. Hodja nu menționează în cartea sa vreun șantaj comunist cu vreo execuție, dar afirmă că liderii comuniști români l-ar fi amenințat pe Mihai cu trupele lor armate loiale, care încercuiseră palatul regal și trupele acestuia, loiale lui Mihai.
Potrivit unei relatări din revista Time, la începutul lui 1948 ar fi existat negocieri între Regele Mihai și guvernul comunist privind recuperarea unei părți din averea lăsată în România, ceea ce ar fi întârziat denunțarea abdicării drept ilegală.
Există rapoarte conform cărora autoritățile comuniste române, obediente față de Stalin, i-au permis regelui Mihai să scoată din România 42 de tablouri valoroase din proprietatea Coroanei României în noiembrie 1947, „pentru a pleca mai repede din țară”. Unele dintre aceste tablouri au fost, se pare, vândute prin intermediul faimosului negustor de artă Daniel Wildenstein. Unul dintre tablourile aparținând Coroanei României, despre care se presupune că ar fi fost scoase din țară de rege în noiembrie 1947, a revenit în patrimoniul național în 2004 ca donație făcută de John Kreuger, fostul soț al fiicei regelui Mihai, Principesa Irina.
În 2005, prim-ministrul Călin Popescu Tăriceanu a declarat că acuzațiile aduse regelui Mihai de a fi scos din țară tablouri ale Coroanei sunt „mai mult decât îndoielnice” și că guvernul român nu are nici o dovadă a unor astfel de acțiuni ale regelui Mihai, susținând că, pentru perioada anterioară anului 1949, guvernul nu are o evidență a lucrărilor de artă preluate din fostele reședințe regale. Potrivit unor istorici, există, totuși, atari evidențe oficiale, începând cu aprilie 1948, una fiind chiar publicată în Monitorul oficial din iunie 1948.
Potrivit biografiei autorizate Michael of Romania: The King and the Country (2005), semnată de Ivor Porter, un prieten al familiei regale, care citează din jurnalul intim al reginei-mamă Elena, familia regală a scos din țară tablouri cu ocazia vizitei acesteia din noiembrie 1947 la Londra, prilejuită de căsătoria viitoarei regine Elisabeta a II-a. Potrivit aceluiași jurnal, două din aceste tablouri, semnate de El Greco, au fost vândute în 1976. Totuși, mulți alți editorialiști neagă acest cadou comunist făcut regelui și consideră aceste acuzații drept propagandă comunistă antimonarhistă.
Potrivit unor documente de arhivă, recent declasificate, ale ministerului britanic de externe, Foreign Office, când regele Mihai a părăsit România, valorile sale financiare se ridicau la 500.000 franci elvețieni. Acestea ar fi fost, se pare, primite de la guvernul comunist, conform transcrierilor sovietice recent declasificate ale convorbirilor oficiale dintre Stalin și prim-ministrul român Petru Groza. Regele Mihai a negat în repetate rânduri în trecut că guvernul comunist i-ar fi permis să ia cu sine în exil vreo valoare financiară sau bunuri de valoare în afară de patru automobile personale, încărcate în două vagoane de tren. În timpul vizitei ulterioare la New York din martie 1948, Mihai și-a permis să meargă la cumpărături pe Fifth Avenue, artera comercială cea mai scumpă din lume. De asemenea, lui Mihai i-a plăcut atât de mult avionul în care a survolat Statuia Libertății, încât s-a gândit că l-ar putea cumpăra.
În legătură cu vizita regelui Mihai în Statele Unite, trebuie menționat că la 23 martie 1948 a fost primit în audiență de președintele Truman, căruia i-a descris evenimentele care l-au determinat să părăsească România. Conform comunicatului Casei Albe, dl Truman și-ar fi exprimat dorința ca fostul rege să se poată întoarce în curând în țara sa.
În ianuarie 1948, Mihai a început să se autointituleze principe de Hohenzollern, folosind pentru prima dată în loc de rege un titlu retras familiei regale române de casa de Hohenzollern din Germania în timpul primului război mondial, recunoscând prin aceasta că la acea dată nu mai era regele României. Totuși, în cele din urmă, în martie 1948, Mihai își denunța abdicarea ca fiind smulsă cu forța și ilegală. Revista americană „Time” susține că lui Mihai i-au trebuit peste două luni pentru a denunța abdicarea, deoarece negociase cu comuniștii recuperarea unor proprietăți din România, în ciuda unui articol anterior cum că Bucureștii i-ar fi permis să scoată din țară numai 3.000 de dolari americani, patru automobile și o decorație cu diamante și rubine, acordată de către Stalin. De atunci, Mihai se semnează ca „Regele Mihai de România”.
Unii monarhiști români, pentru care Mihai era rege doar de drept divin, nu și constituțional, deoarece nu a jurat pe constituție și nu a fost investit în funcție de parlament în a doua domnie, consideră abdicarea lui din 1947 drept nulă, argumentând că aceasta a fost un act pur constituțional, nu religios, care nu îl poate decădea dintr-o poziție în care a fost pus de Dumnezeu. Aceiași monarhiști susțin că, în calitate de rege absolut, neconstituțional, de drept divin, Mihai a fost singur și pe deplin reprezentantul statului român și că, în consecință, el putea dispune după cum dorea de proprietățile statului, inclusiv de tablourile Coroanei, care-i aparțineau și de al căror „furt” a fost acuzat.
Cu toate că s-au lansat diverse ipoteze conform cărora regele Mihai ar fi plecat cu averi mari din țară, relatările despre viața sa din exil dovedesc faptul că acesta a trebuit să-si câștige existenta prin propria-i muncă și nu a dus nicidecum un trai luxos pe baza vreunei averi cu care ar fi părăsit România.
Referitor la domnia Regelui Mihai, Vlad Georgescu, în lucrarea sa Istoria românilor de la origini până în zilele noastre a enunțat următoarea caracterizare: „Regele Mihai fusese un rege bun, precum bunicul său Ferdinand. Modest și democrat, cu simțul datoriei față de țară, un simț care lipsise tatălui său, ar fi putut ajunge un rege mare, asemenea lui Carol I. A avut însă parte de vremuri tulburi pe care nici un cap încoronat sau om politic nu le-ar fi putut înrâuri. I-a fost dat să asiste la eșecul României Mari și la inaugurarea unui șir de dictaturi străine spiritului său constituțional, străine de asemenea mentalității clasei politice care făcuse România Mare, la 1918.”

### Viața după abdicare
În ianuarie 1948 a plecat în exil, unde a încercat să pledeze cauza țării sale, însă s-a izbit de un zid al obtuzității. În iunie 1948, s-a căsătorit cu Ana, Principesă de Bourbon-Parma. și s-au stabilit după mai multe peregrinări la Versoix, în Elveția. Cuplul a avut cinci fiice: principesele Margareta, Elena, Irina, Sofia și Maria. Autoritățile române comuniste i-au retras cetățenia română în 1948. Până la sfârșitul anului 1948, cei doi au locuit la Vila Sparta lângă Florența, locuința reginei mame Elena, iar din 1949 la Lausanne, unde se naște prima fiică, principesa Margareta. Tot la Lausanne se nasc principesele Elena, în 1951, și Irina, în 1953.
Între timp, familia se stabilește în Marea Britanie, unde va locui timp de șase ani, până în 1956, la Bramshill House în Hampshire și la Ayot St-Lawrence, în Hertfordshire. Pentru a-și câștiga existența, Regele si Regina au înființat o fermă de pui și au construit un mic atelier de tâmplărie.
Regele a păstrat încă de atunci legătura cu evenimentele din țară, primind săptămânal rapoarte, analize și noutăți de la generalul Lazăr, pe care îl vedea în fiecare săptămână la Londra. De asemenea, familia a păstrat contacte strânse cu Familia Regală britanică, în special cu regina Elisabeta a II-a și cu principesa Marina, ducesă de Kent.
Regele, regina si principesele s-au întors în Elveția în 1956, după o scurtă ședere de trei luni la Vila Sparta. Regele Mihai semnase un contract cu compania aeriană Lear Jets and Co, la Geneva (v. William Powell Lear). Familia s-a instalat la Versoix, un mic oraș de pe malul lacului Geneva, la câțiva kilometri de orașul Geneva. Aici au locuit peste patruzeci și cinci de ani și tot aici s-a aflat casa familiei. Principesa Sofia s-a născut la Atena, în 1957, iar principesa Maria la Copenhaga, în 1964.
În anul 1958, Mihai a oprit colaborarea cu Lear, iar un an mai târziu, în 1959, a înființat o companie de electronică și de mecanisme automate numită Metravel. Compania a funcționat bine până in 1964, producând elemente pentru calea ferată și sisteme de alarmă și vânzând avioane de ocazie. Dar, după cinci ani, presiunea concurenței devenise prea mare, așa că Regele si cei doi asociați au decis să vândă compania. Regele a urmat, de asemenea, cursuri de broker la Bursa din Wall Street.
A patronat fără succese notabile Comitetul Național Român, un grup care avea drept scop apărarea intereselor românești în Occident, prezentat uneori ca guvern român în exil, dar căruia democrațiile occidentale nu i-au recunoscut niciodată acest caracter.

### După Revoluția din 1989
Intervievat în 1991 de jurnalistul francez Philippe Viguié-Desplaces, suveranul a declarat despre Revoluția din 1989:
„Sentimentele noastre erau amestecate. După surpriză, a urmat spaima în fața violenței înfruntărilor și a imaginilor pe care le transmitea televiziunea. [...] Această evoluție ne neliniștea. Pe cât am susținut și împărtășit, la început, acest formidabil elan de speranță care a fost revoluția română, pe atât ne-am îndoit după aceea că acest elan fusese spontan. Ca să fiu cinstit, acum nu o mai cred deloc. Însă chiar și dacă declanșarea a fost artificială, ridicarea populară împotriva comunismului a fost, ea, foarte reală. [...] Astăzi, consider ca foarte posibil, așa cum o afirmă unii, ca structurile KGB-ului să fi teleghidat aceste răsturnări. Rămâne însă de aflat care era scopul exact urmărit de Moscova. Eu nu văd decât o singură explicație plauzibilă. Rușii simțeau că edificiul Ceaușescu începuse să pârâie. Spiritul latin al românilor risca să ia foc și să arunce peste bord comunismul. Pentru a evita o răsturnare atât de radicală și cu speranța de a-și salvgarda totuși sistemul, rușii au hotărât să îl sabordeze pe Ceaușescu.”
După Revoluția din 1989 a fost oprit de regimul Ion Iliescu să se întoarcă în țară, cu excepția Paștelui din 1992, când a atras mulțimi entuziaste venite să-l vadă. De-abia sub președinția lui Emil Constantinescu, în 1997, și-a primit înapoi cetățenia română. Ulterior, i-au fost retrocedate și o parte din proprietăți. Cu ocazia împlinirii vârstei de 90 de ani, la 25 octombrie 2011, Mihai a ținut un discurs în fața camerelor reunite ale Parlamentului României.

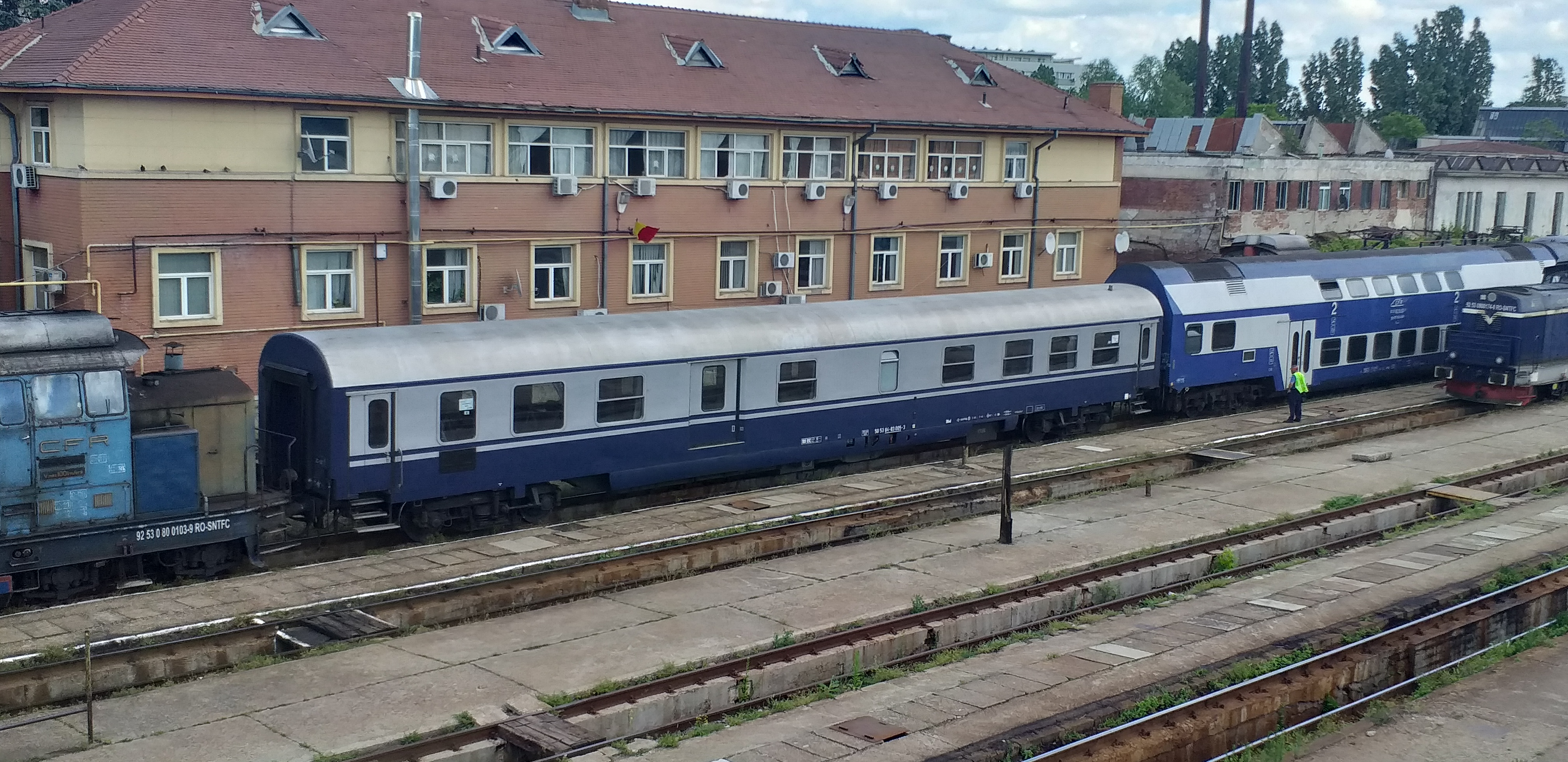
Vagonul funerar al lui Mihai I în triajele Grivița, mai 2019

La 25 decembrie 1990, Mihai I, însoțit de mai mulți membri ai familiei regale, a sosit pe aeroportul Otopeni și a intrat în țară cu un pașaport diplomatic danez, obținând o viză pentru 24 ore pentru a merge la Mănăstirea Curtea de Argeș, unde voia sa se reculeagă la mormintele antecesorilor săi regali și să asiste la slujba religioasă de Crăciun. Însă, în drum spre Curtea de Argeș, Regele și însoțitorii săi au fost opriți de un baraj al Poliției, conduși din nou la aeroport și obligați să părăsească țara. În 1992, la trei ani după revoluția Română din 1989 prin care a fost înlăturat guvernul comunist, noul guvern român i-a permis regelui Mihai să revină în țară pentru a participa la prăznuirea Sf. Paști. Regele a fost întâmpinat de populație cu o simpatie deosebită. În București, peste un milion de persoane au ieșit în stradă pentru a-l vedea. Popularitatea regelui a îngrijorat guvernul președintelui Ion Iliescu, regelui interzicându-i-se accesul în România pentru următorii cinci ani. Un episod al acestei interziceri s-a derulat în data de 7 octombrie 1994, când după aterizare pe aeroport a fost repoftit să urce în avion pe motiv, în fond un abuz, că nu se acordă viză "în acest moment" și pe urmă că nu se acordă viză "în frontieră"..  În 1997, după înfrângerea electorală a lui Iliescu de către președintele Emil Constantinescu, România i-a reactivat regelui Mihai cetățenia română și i-a permis să își reviziteze propria țară.
Regele Mihai I și regina Ana au locuit, din 2004, la Aubonne, în Elveția. De marile sărbători creștine și în funcție de angajamentele lor publice, regele și regina au ales să fie alături de cei dragi fie la fie la castelul său de la Săvârșin, din județul Arad, fie la palatul Elisabeta din București, pus la dispoziția lor prin decizie parlamentară.
În martie 2016, a fost anunțată îmbolnăvirea lui de cancer și retragerea din viața publică.
În data de 5 decembrie 2017, la ora 13:00, fostul suveran s-a stins din viață în urma unei suferințe îndelungate (leucemie și cancer de piele), în locuința particulară din Aubonne, Elveția.
Regele Mihai a fost înmormântat, pe 16 decembrie 2017, în noua Catedrală Arhiepiscopală și Regală de la Curtea de Argeș, alături de regina Ana, care fusese înmormântată tot aici pe 13 august 2016.

## Urmași și succesiune
Copiii regelui Mihai :
- ASR Principesa Margareta a României
- ASR Principesa Elena a României (Helen Nixon McAteer)
- ASR Principesa Irina a României
- ASR Principesa Sofia a României
- ASR Principesa Maria a României

Atât Elena cât și Irina au fii și fiice. Sofia, a cărei căsătorie nu a fost aprobată de tatăl ei, are o fiică.
Potrivit legii salice de succesiune, cu valabilitate în ultima constituție democratică a regatului România, cea din 1923, la moartea regelui Mihai (presupunând că nu mai are băieți), în absența schimbării constituției, care ar necesita restaurarea monarhiei, succesiunea revine familiei de Hohenzollern-Sigmaringen, șeful acesteia, principele Karl Friedrich de Hohenzollern-Sigmaringen, aflându-se pe prima poziție în ordinea de succesiune. (Vezi și Ordinea de succesiune la tronul României.)
La 30 decembrie 2007, într-o ceremonie privată, Mihai a promulgat noul statut al casei regale, intitulat Normele fundamentale ale Familiei Regale a României,  un act considerat de unii "nedemocratic", cu însemnătate eminamente simbolică, în absența aprobării Parlamentului, în comparație cu Legea vechiului Statut din 1884, pe care încearcă să îl înlocuiască, act prin care a desemnat-o pe principesa Margareta drept moștenitoare a tronului cu titlurile de Principesa Moștenitoare a României și de Custode al Coroanei României. Cu aceeași ocazie, Mihai a cerut parlamentului ca, în cazul în care națiunea română și parlamentul României vor considera potrivită restaurarea monarhiei, să renunțe la aplicarea legii salice de succesiune.
La 10 mai 2011, pe fondul unor procese în Germania referitoare la fostul nume de Hohezollern-Veringen al ginerelui său, Radu, dar și a temerii, conform unora, privind eventuale pretenții ale Hohenzollernilor germani la șefia Casei Regale române, Mihai a rupt legăturile istorice și dinastice cu Casa princiară de Hohenzollern-Sigmaringen, a schimbat numele familiei sale în "al (a) României" și a renunțat la titlurile conferite lui și familiei sale de către Casa princiară.

## Poziții politice
Într-un interviu acordat jurnalistului Vartan Arachelian în aprilie 1990, ca și în alte ocazii, Regele a precizat explicit că, din cauza încălcării Constituției și a condițiilor de forță (ocupație militară, șantaj cu ostatici, amenințare cu arma) în care s-a produs semnarea actului de abdicare, la 30 decembrie 1947, consideră acest act juridic ca fiind nul și neavenit 
Despre felul în care se poate face revenirea pe Tron și despre ideea organizării unui referendum, Regele a arătat că națiunea română trebuie să aibă deplină libertate în a-și alege forma de guvernământ, dar că această decizie trebuie luată în cunoștință de cauză, după o informare populară corectă și amănunțită. Într-un interviu acordat scriitorului Mircea Ciobanu, care a fost publicat în volumul de referință „Convorbiri cu Mihai I al României”, Regele Mihai spune:
„Atacurile împotriva monarhiei și împotriva mea dovedesc că actualii conducători ai țării nu sunt siguri pe poziția lor. Ei știu mai bine decât toți că republica a fost instalată fără să se consulte părerea poporului. Acum vor s-o consulte, dar pentru a o determina să legitimeze vechea fraudă.
Când regii Olandei sau Norvegiei și-au părăsit țara din pricina nemților, au consultat poporul când s-au întors în țară? Ce să-l întrebe? Dacă între timp s-a obișnuit cu stăpânirea lui Hitler? Românii ar trebui să fie întrebați în acești termeni: VREȚI VOI să rămâneți cu o formă de guvernământ pe care v-au dat-o rușii în 1947?”
Mihai nu a încurajat dezvoltarea mișcării monarhiste în România, iar partidele regaliste au avut un impact prea slab asupra țării postcomuniste. El a considerat că o restaurare a monarhiei în România poate avea loc doar ca urmare a dorinței poporului român. „Dacă oamenii vor să mă întorc înapoi, mă voi întoarce înapoi” a declarat în 1990. Dar, a spus în continuare, „românii au suferit destul să li se impună și au dreptul de a fi consultați în ceea ce le privește viitorul.”  Monarhiștii români se spune că ar fi oferit tronul Românieiprințului Charles de Wales, dar că acesta ar fi refuzat. Oferta ar putea fi interpretată drept rezultat al deziluziei monarhiștilor români atât față de moștenitoarea regelui, principesa Margareta, cât și față de soțul ei, din moment ce Mihai nu a renunțat la speranța, pentru el sau familia sa, de a reveni pe tron: Se încearcă totuși să facem ca oamenii să înțeleagă ce a fost monarhia la noi, ce ar putea eventual face. Potrivit unui sondaj de opinie din 2007 realizat la comanda Casei Regale, doar 14% dintre români ar fi de acord cu reinstaurarea monarhiei. Un sondaj de opinie din 2008 estimează proporția românilor în favoarea monarhiei la 16%. Surprinzător, un alt sondaj on-line din 2011 estimează ca 4/5 din utilizatorii de internet ar fi de-acord cu o eventuală revenire la forma monarhică de guvernământ.
Mihai a întreprins vizite cvasi-diplomatice în numele României postcomuniste. În 1997 a vizitat în cadrul unui tur Europa de vest, făcând lobby pentru admiterea României în NATO și Uniunea Europeană, fiind primit de șefi de stat și oficiali guvernamentali.
În decembrie 2003, în numele unui tabloid de mică importanță, Mihai a înmânat premiul Omul anului 2003 prim-ministrului de atunci Adrian Năstase, lider al partidului PSD. Unii monarhiști au privit gestul lui Mihai drept o încălcare a tradiției neutralității politice a monarhiei, cât și ca un compromis cu foștii săi dușmani ex-comuniști din motive financiare, în timp ce majoritatea comentatorilor politici au considerat gestul ca o nouă abdicare.

## Personalitate și interese personale
Mihai a avut dintotdeauna o reputație de taciturn. I-a spus odată bunicii sale: Am învățat să nu spun ce simt și să le zâmbesc celor pe care-i urăsc cel mai mult.
La vârsta de 16 ani, Regele Mihai, pe atunci principe moștenitor, a accidentat cu mașina o persoană conform Registrelor Cenzurii, un accident, se pare, cenzurat în presa vremii.
Regele Mihai era pasionat de automobile, în special de jeepuri militare. Mihai a fost pasionat și de avioane, lucrând ca pilot de curse comerciale în exil. Mihai era interesat și de genealogia regală și aristocratică, oferindu-și în 1998 patronajul onorific, împreună cu regele Juan Carlos I al Spaniei, republicării celebrului Almanah de la Gotha.
La 10 mai 2007, regele Mihai a primit premiul Hanno R. Ellenbogen, o distincție acordată anual de Prague Society unei persoane publice care a contribuit la înțelegerea și cooperarea internațională. Laureații anteriori ai premiului sunt Vaclav Havel, fost președinte al Cehoslovaciei (1990-1992) și Republicii Cehe (1992-2003), Lordul Robertson, fost secretar general al NATO (1999-2004), Madeleine Albright, fost secretar de stat al SUA (1997-2001), maestrul Vladimir Ashkenazy și regizorul Miloš Forman. Din 2007, Regele Mihai este membru de onoare al Academiei Române.

## Titluri, onoruri și funcții
Prin naștere, Mihai deținea titlurile de principe de Hohenzollern-Sigmaringen și principe al României. La 4 ianuarie 1926 a devenit principe moștenitor, în urma renunțării tatălui său la succesiunea tronului. Între 1927 și 1930 a fost regele României. După așa-zisa restaurație a lui Carol al II-lea, a devenit principe moștenitor din nou, iar la propunerea lui Mihail Manoilescu i-a fost atribuit titlul inventat ad-hoc de Mare Voievod de Alba-Iulia (ortografiat voevod), propunere care a atras în parlament protestele lui Nicolae Iorga. Din 6 septembrie 1940 până în 30 decembrie 1947 Mihai a fost din nou regele României. După abdicarea forțată, Mihai a continuat să se intituleze rege. Într-un interviu de la începutul anilor '90, Mihai argumenta că poate fi numit fostul suveran, însă nu fostul rege. După 2000, Mihai a întrerupt legăturile cu casa de Hohenzollern-Sigmaringen și a interzis membrilor familiei sale să mai poarte titlul de Hohenzollern-Sigmaringen.
Din 1941, regele Mihai a fost mareșal al României. La 10 mai 1941, de Ziua Națională a României, printr-un decret semnat de Ion Antonescu, regele Mihai a fost înălțat la gradul de mareșal, bastonul fiindu-i înmânat de conducătorul statului.

## Decorații
- Ordinul Regal Victorian, în grad de Mare Cruce, acordat Marelui Voievod de Alba Iulia de Regele George al VI-lea al Marii Britanii (15 noiembrie 1938)
- Ordinul Militar „Mihai Viteazul”, clasa III, clasa II și clasa I (8 noiembrie 1941)[25]
- Legiunea de Merit a armatei americane în grad de Comandant Șef (în engleză : Chief Commander of the Legion of Merit)
- Ordinul Victoria al URSS
- Emblema de Onoare a Armatei României - 24 octombrie  2012[147]
- Ordinul Regal Victorian, în grad de Colan, acordat de Regina Elisabeta a II-a a Marii Britanii (8 noiembrie 2012)
- Ordinul Leopold al Belgiei, în grad de Mare Ofițer [148]
- Ordinul Regal al Sfântului Sava din Serbia, în grade de Mare Cruce
- Legiunea de Onoare a Franței, în grad de Mare Cruce

## In memoriam
În București există în prezent o arteră stradală importantă care îi poartă numele: Bulevardul „Regele Mihai I”. De asemenea, fostul Parc Herăstrău se numește acum Parcul Regele Mihai I al României.
La 25 octombrie 2012, cu ocazia împlinirii vârstei de 91 de ani, a fost inaugurată Piațeta Regelui din București și un monument care are în centru bustul în bronz al regelui Mihai.
La 25 octombrie 2021, cu ocazia centenarului, la Sinaia a fost dezvelită o statuie de bronz a fostului monarh, în mărime naturală, amplasată în părculețul aflat vizavi de primăria orașului.
Tot cu ocazia centenarului, Banca Națională a României a emis o monedă de aur cu tema „100 de ani de la nașterea Regelui Mihai I al României”.